# Rhodomyrtus lanata
Rhodomyrtus lanata är en myrtenväxtart som beskrevs av Gordon P. Guymer. Rhodomyrtus lanata ingår i släktet Rhodomyrtus och familjen myrtenväxter.
Artens utbredningsområde är Papua Nya Guinea. Inga underarter finns listade i Catalogue of Life.